# Springfield (Ohio)
Springfield ist eine City in Clark County im US-Bundesstaat Ohio. Ihre Einwohnerzahl beträgt 58.662 (Stand: Volkszählung 2020). In Springfield befindet sich der Sitz der Countyverwaltung (County Seat) des Clark County.

## Geographie

### Lage und Fläche
Springfield liegt rund 70 Kilometer westlich der Hauptstadt des Bundesstaates, Columbus, und etwa 110 Kilometer nordöstlich von Cincinnati an den Ufern des Buck Creek, einem linken Nebenfluss des Mad River, der die Stadt im Nordwesten umfließt. Es hat eine Fläche von 66,04 Quadratkilometern, von denen 0,54 Quadratkilometer Wasserflächen sind, unter anderem die Talsperre Clarence J. Brown Reservoir am nordöstlichen Stadtrand.

### Klima
Springfield hat ein feuchtes Kontinentalklima mit kalten Wintern und heißen Sommern bei einer Jahresdurchschnittstemperatur von 10,7 °C. Die Jahresniederschlagssumme beträgt 1.023 mm. Alle zwölf Monate sind humid. Die Klimaklassifikation nach Köppen und Geiger lautet Dfa.
|                       | Jan  | Feb  | Mär  | Apr  | Mai  | Jun  | Jul  | Aug  | Sep  | Okt  | Nov  | Dez  |   |       |
| Mittl. Tagesmax. (°C) | 2,2  | 4,2  | 9,8  | 17,0 | 22,6 | 27,3 | 28,8 | 28,4 | 25,4 | 18,5 | 11,0 | 4,8  | ⌀ | 16,7  |
| Mittl. Tagesmin. (°C) | −7,5 | −6,6 | −2,0 | 3,4  | 9,7  | 14,9 | 16,6 | 15,4 | 11,2 | 5,2  | −0,3 | −4,3 | ⌀ | 4,7   |
|                       |      |      |      |      |      |      |      |      |      |      |      |      |   |       |
| Niederschlag (mm)     | 68   | 53   | 75   | 101  | 117  | 114  | 116  | 83   | 86   | 72   | 71   | 67   | Σ | 1023  |
|                       |      |      |      |      |      |      |      |      |      |      |      |      |   |       |
| Regentage (d)         | 11,8 | 9,3  | 10,1 | 12,8 | 14,4 | 12,7 | 10,9 | 8,9  | 9,0  | 9,6  | 9,6  | 11,4 | Σ | 130,5 |

| −7,5 |

| −6,6 |

| −2,0 |

| 3,4 |

| 9,7 |

| 14,9 |

| 16,6 |

| 15,4 |

| 11,2 |

| 5,2 |

| −0,3 |

| −4,3 |

| −7,5 |

| −6,6 |

| −2,0 |

| 3,4 |

| 9,7 |

| 14,9 |

| 16,6 |

| 15,4 |

| 11,2 |

| 5,2 |

| −0,3 |

| −4,3 |

## Geschichte
Vor der Ankunft der Europäer war die Gegend um Springfield Siedlungsgebiet der Shawnee, die nach der Vertreibung durch die Irokesen in den Biberkriegen Mitte des 17. Jahrhunderts hierher zu Beginn des 18. Jahrhunderts zurückkehrten. Das gesamte Jahrhundert lang war es Schauplatz von Kriegen, Migrations- und Vertreibungswellen sowie der Erhebung von Ansprüchen durch die rivalisierenden Kolonialmächte Frankreich und Großbritannien. Mit dem Ende des Siebenjährigen Krieges in Nordamerika im Jahr 1763 wurden die Briten die einzigen europäischen Anspruchsteller der Region. Auf dem heutigen Stadtgebiet befand sich das größte Shawnee-Dorf der Region, genannt Peckuwe oder Piqua. Es gehörte zu den Shawnee-Septen (Unterclans) von Pekowi und Kispoko und hatte eine Bevölkerung von etwa 3.000 Menschen. Es lag bei 39° 54,5′ N, 83° 54,68′ W und damit rund acht Kilometer südwestlich der heutigen Innenstadt entfernt.
Während des amerikanischen Unabhängigkeitskrieges kam es in diesem Gebiet zu einer großen Schlacht, in der die Amerikaner gegen die Shawnee und ihre einheimischen Verbündeten kämpften. Die Shawnee hatten ein Bündnis mit den Briten und den Lenape, den Wyandot und den Mingo geschlossen, die vor Krieg und Vertreibung aus anderen Ländern geflohen waren. Sie waren in Kentucky eingefallen, um die amerikanischen Siedler zu vertreiben. Am 8. August 1780 wurde Piqua von amerikanischen Soldaten unter dem Kommando von General George Rogers Clark angegriffen. Es war eine erbitterte Schlacht, die mit der Zerstörung des Shawnee-Dorfes und dem Exodus der Bevölkerung endete. Clarks Männer verbrachten zwei Tage damit, bis zu 125 Hektar Maisfelder rund um das Dorf niederzubrennen.
Tecumseh, der Shawnee-Häuptling und Krieger, der später am Widerstandskrieg gegen die USA und ihre expansionistische Siedlungspolitik teilnahm, lebte von 1777 bis 1780 in Piqua.
Das Gebiet von Springfield wurde 1795, sechs Jahre vor der Gründung der Stadt, von den Shawnee und ihren indigenen Verbündeten im Rahmen des Vertrages von Greenville offiziell an die Vereinigten Staaten abgetreten.
Ab 1838 endete in Springfield für mehr als ein Jahrzehnt die von Osten nach Westen verlaufende National Road und für einige Jahre eine Bahnlinie der Pennsylvania Railroad. Im Ort mussten die Siedler, die nach Westen zogen, von der Eisenbahn auf andere Verkehrsmittel umsteigen. Daher hatte Springfield lange Zeit große wirtschaftliche Bedeutung. Da die Siedler sich hier nochmals mit allem Lebensnotwendigen eindecken konnten, bevor sie weiterzogen, gab es eine Vielzahl von Händlern, Bars und Vergnügungsbetrieben. Als die Eisenbahnlinie zwischen verlängert wurde, verlor Springfield an Bedeutung.
Ab der Mitte des 19. Jahrhunderts begann die verarbeitende Industrie in Springfield zu florieren und die Stadt wurde als „The Champion City“ bekannt, eine Anspielung auf die Marke Champion Farm Equipment, die von der Warder, Bushnell & Glessner Company hergestellt wurde. International Harvester, ein Hersteller von landwirtschaftlichen Maschinen und später Lastwagen, wurde nach 1856 zum größten lokalen Industriebetrieb, als der aus Springfield stammende William Whiteley einen selbstharkenden Mäher und Rasenmäher erfand. 1877 gründete P. P. Mast das Magazin Farm & Fireside, um die Produkte seines landwirtschaftlichen Geräteunternehmens zu bewerben. Sein Verlag, bekannt als Mast, Crowell und Kirkpatrick, entwickelte sich schließlich zur Crowell-Collier Publishing Company, die vor allem für die Veröffentlichung von Collier's Weekly bekannt ist. International Harvester und Crowell-Collier Publishing waren bis Ende des 19. Jahrhunderts die größten Arbeitgeber der Stadt. 1894 wurde die Kelly-Springfield Tire Company in der Stadt gegründet. Harry Aubrey Toulmin Sr., Patentanwalt der Gebrüder Wright, schrieb 1904 im Bushnell Building das Patent für ihre Erfindung des Flugzeugs.
Später hat die hessische Firma Rittal hier ihre US-Firmenzentrale aufgebaut. Einst war im sogenannten Rostgürtel auch eine der größten Sargfabriken der USA ansässig.
Im Jahr 2004 wurde Springfield zur „All-American City“ gewählt.
Auf dem Stadtgebiet liegt die aus dem 1845 gegründeten Wittenberg College hervorgegangene Wittenberg University, an der unter anderem Sherwood Anderson und John Chowning studiert haben.
Im September 2024 verbreitete Donald Trump, der republikanische Kandidat für die Präsidentschaftswahl in den Vereinigten Staaten 2024 in der TV-Debatte mit seiner Gegenkandidatin Kamala Harris das Gerücht, in Springfield würden Einwanderer aus Haiti (Haitianische Diaspora) Haustiere von Einwohnern fangen und verzehren. Obwohl von der Stadtverwaltung, der lokalen Polizei wie auch Mike DeWine, dem republikanischen Gouverneur von Ohio, Trumps Behauptungen als unzutreffend und falsch bezeichnet worden waren, gingen in der Folge vielfach beleidigende Mails und Drohungen bis hin zu Bombendrohungen bei der Stadtverwaltung ein. In Springfield löste dies erhebliche Unruhe aus, unter anderem wurden Schulen und öffentliche Einrichtungen unter verstärkte Bewachung durch die Polizei gestellt.

## Wirtschaft und Infrastruktur

### Unternehmen
Die Wirtschaftsleistung von Springfield ist aufgrund vieler Faktoren deutlich schwächer als im US-amerikanischen Mittel, eine der Hauptursachen für die Verschlechterung war der Rückgang der Arbeitsplätze im verarbeitenden Gewerbe. Zwischen 1999 und 2014 sank das mittlere Einkommen in der Stadt um 27 Prozent stärker als in jedem anderen Ballungsraum, im Vergleich zu nur 8 Prozent im ganzen Land. In den 1990er Jahren gingen in Springfield 22.000 Arbeitsplätze für Arbeiter verloren, die das Rückgrat der Wirtschaft bildeten. Heute ist Springfield hinsichtlich der Beschäftigung weitgehend auf das Gesundheitswesen, das verarbeitende Gewerbe, den Transport, die Freizeit, das Bildungswesen, Finanzinstitute und den Einzelhandel angewiesen.

### Verkehr
Springfield ist über die Interstate 70, die U.S. Highways 40 und 68 (früher Route 68) und die Ohio State Route 72 überregional angebunden.
Nachdem die Stadt bereits relativ früh durch die Eisenbahn erschlossen wurde, spielt diese seit Anfang der 1970er Jahre keine Rolle mehr im Personentransport. Bis in die 1960er Jahre fuhr die New York Central von ihrer 1969 abgerissenen Big Four Station Personenzüge nach Cincinnati, Detroit, Cleveland und New York City und die Pennsylvania Railroad von ihrem Bahnhof nach Richmond, Indiana und Chicago. Der letzte Personenzug fuhr am 30. April 1971 ab: ein namenloser Überrest des Ohio State Limited der New York Central, der von Penn Central auf der Strecke Cincinnati–Columbus–Cleveland betrieben wurde.
Der nächstgelegene Passagierflughafen ist der etwa 37 Kilometer westlich gelegene Dayton International Airport.

## Einwohnerentwicklung
| Jahr      | 1810 | 1850  | 1890   | 1930   | 1960   | 1970   | 1980   | 1990   | 2000   | 2010   | 2020   | 2023   |
| --------- | ---- | ----- | ------ | ------ | ------ | ------ | ------ | ------ | ------ | ------ | ------ | ------ |
| Einwohner | 593  | 5.108 | 31.895 | 68.743 | 82.723 | 81.926 | 72.563 | 70.487 | 65.358 | 60.608 | 58.662 | 58.082 |

## Städtepartnerschaften
Städtepartnerschaften bestehen mit folgenden Städten:
- Lutherstadt Wittenberg, Deutschland, seit 1995
- Kragujevac, Serbien, seit 2002

## Söhne und Töchter der Stadt
- Berenice Abbott (1898–1991), Fotografin
- Karl Jack Bauer (1926–1987), Historiker
- Frank Boggs (1885–1926), Maler
- William Riley Burnett (1899–1982), Schriftsteller und Drehbuchautor
- Garvin Bushell (1902–1991), Jazzmusiker
- Justin Chambers (* 1970), Schauspieler
- Elizabeth Williams Champney (1850–1922), Schriftstellerin
- Call Cobbs (1911–1971), Jazzpianist
- Jason Collier (1977–2005), Basketballspieler
- Mike DeWine (* 1947), Politiker
- Lillian Gish (1893–1993), Schauspielerin
- Quentin Jackson (1909–1976), Jazzposaunist
- Albert Galloway Keller (1874–1956), Soziologe und Hochschullehrer
- Benjamin G. Lamme (1864–1924), Elektroingenieur und Chefingenieur bei Westinghouse
- John Legend (* 1978), R&B-Musiker und Songschreiber
- Johnny Lytle (1932–1995), Jazzmusiker
- Troy Perkins (* 1981), Fußballtorhüter
- Konrad Reuland (1987–2016), Footballspieler
- John Sack (* 1938), Romanautor
- Rick Sutherland (1956–2022), Autorennfahrer
- Cecil Scott (1905–1964), Jazz-Musiker
- Lloyd Scott (1902–19??), Jazz-Musiker
- Charles Thompson (1918–2016), Jazzpianist
- Tommy Tucker (1933–1982), Blues-Sänger und Pianist
- William Henry Wade (1835–1911), Politiker
- Earle Warren (1914–1994), Jazzsaxophonist
- Worthington Whittredge (1820–1910), Landschaftsmaler der Düsseldorfer Schule